# 広島農政事務所
広島地域センターは、農林水産省の地方支分部局である中国四国農政局（岡山市）の出先機関。

## 組織
- 広島地域センター（広島市中区上八丁堀）
- 福山地域センター（福山市千田町）

## 管内事務所
- 中国土地改良調査管理事務所（広島市安佐北区可部）
  - 中国土地改良調査管理事務所